# Aigars Apinis
Aigars Apinis (Aizkraukle, 9 giugno 1973) è un atleta paralimpico lettone.

## Biografia
Apinis ha cominciato a praticare atletica leggera nel 1998. Il suo esordio internazionale avviene ai Giochi paralimpici di Sydney 2000, dove vince due medaglie di bronzo nel getto del peso e nel lancio del disco. Il suo primo oro paralimpico arriva ai Giochi di Atene 2004, in cui trionfa nel lancio del disco. Vincerà l'oro paralimpico nel lancio del disco anche a Pechino 2008 e a Rio 2016 mentre ai Giochi di Londra 2012 ottiene l'oro nel getto del peso.
Nella primavera 2010, si è detto pronto a vendere la sua medaglia di bronzo vinta a Sydney (prima medaglia paralimpica per la Lettonia) per permettere al Comitato paralimpico lettone di trovare i fondi per spedire la squadra paralimpica ai Mondiali di atletica leggera paralimpica a Christchurch, in Nuova Zelanda.
In occasione dei Mondiali 2011, Apinis vinse il titolo mondiale nel getto del peso F52/53 facendo segnare il record mondiale della sua categoria.

## Palmarès
| Anno | Manifestazione       | Sede           | Evento                     | Risultato | Prestazione | Note            |
| ---- | -------------------- | -------------- | -------------------------- | --------- | ----------- | --------------- |
| 2000 | Giochi paralimpici   | Sydney         | Getto del peso F52         | Bronzo    | 7,15 m      |                 |
| 2000 | Giochi paralimpici   | Sydney         | Lancio del disco F52       | Bronzo    | 15,12 m     |                 |
| 2002 | Mondiali paralimpici | Berlino        | Lancio del disco F52       | Oro       | 15,80 m     |                 |
| 2003 | Europei paralimpici  | Assen          | Getto del peso F52         | Bronzo    | 7,50 m      |                 |
| 2003 | Europei paralimpici  | Assen          | Lancio del disco F52       | Oro       | 16,04 m     |                 |
| 2003 | Europei paralimpici  | Assen          | Lancio del giavellotto F52 | Bronzo    | 13,02 m     |                 |
| 2004 | Giochi paralimpici   | Atene          | Lancio del disco F52       | Oro       | 18,98 m     |                 |
| 2005 | Europei paralimpici  | Espoo          | Getto del peso F52         | Bronzo    | 8,06 m      |                 |
| 2005 | Europei paralimpici  | Espoo          | Lancio del disco F52       | Oro       | 17,94 m     |                 |
| 2005 | Europei paralimpici  | Espoo          | Lancio del giavellotto F52 | Bronzo    | 12,55 m     |                 |
| 2006 | Mondiali paralimpici | Assen          | Getto del peso F52         | Bronzo    | 8,69 m      |                 |
| 2006 | Mondiali paralimpici | Assen          | Lancio del disco F52       | Oro       | 19,44 m     |                 |
| 2008 | Giochi paralimpici   | Pechino        | Getto del peso F33–34/52   | Argento   | 10,02 m     |                 |
| 2008 | Giochi paralimpici   | Pechino        | Lancio del disco F33–34/52 | Oro       | 20,47 m     |                 |
| 2011 | Mondiali paralimpici | Christchurch   | Getto del peso F52-53      | Oro       | 10,03 m     | Record mondiale |
| 2011 | Mondiali paralimpici | Christchurch   | Lancio del disco F51-53    | Oro       | 20,88 m     | Record mondiale |
| 2012 | Giochi paralimpici   | Londra         | Getto del peso F52/53      | Oro       | 10,23 m     |                 |
| 2012 | Giochi paralimpici   | Londra         | Lancio del disco F51-53    | Argento   | 21,00 m     |                 |
| 2013 | Mondiali paralimpici | Lione          | Getto del peso F52-53      | Oro       | 10,23 m     | Record mondiale |
| 2013 | Mondiali paralimpici | Lione          | Lancio del disco F51-53    | Bronzo    | 21,06 m     | Record mondiale |
| 2014 | Europei paralimpici  | Swansea        | Lancio del disco F52       | Oro       | 19,68 m     |                 |
| 2015 | Mondiali paralimpici | Doha           | Lancio del disco F52       | Oro       | 21,44 m     |                 |
| 2016 | Giochi paralimpici   | Rio de Janeiro | Lancio del disco F51/52    | Oro       | 20,83 m     |                 |
| 2017 | Mondiali paralimpici | Londra         | Lancio del disco F52       | Argento   | 21,95 m     | Record europeo  |
| 2018 | Europei paralimpici  | Berlino        | Lancio del disco F52       | Argento   | 19,71 m     |                 |
| 2019 | Mondiali paralimpici | Dubai          | Lancio del disco F52       | Oro       | 21,05 m     |                 |
| 2021 | Giochi paralimpici   | Tokyo          | Lancio del disco F52       | Bronzo    | 19,54 m     |                 |
| 2023 | Mondiali paralimpici | Parigi         | Lancio del disco F52       | Oro       | 20,46 m     |                 |
| 2024 | Giochi paralimpici   | Parigi         | Lancio del disco F52       | Argento   | 20,62 m     |                 |